# Thoros II av Armenien
Thoros II av Armenien, död 1169, var regerande kung av Armenien mellan 1144 och 1169.